# Изгнание (фильм)
«Изгнание» — психологический фильм режиссёра Андрея Звягинцева по мотивам повести Уильяма Сарояна «Что-то смешное. Серьёзная повесть».
Фильм повествует о семейной драме, конфликте между мужем и женой. Съёмки проходили в течение 103 дней во Франции, Бельгии, Молдавии и России. Главные роли исполняют российский актёр Константин Лавроненко, снимавшийся в предыдущей картине Звягинцева «Возвращение», и шведская актриса Мария Бонневи. Мировая премьера состоялась 18 мая 2007 года на Каннском кинофестивале. Премьера в России прошла 4 октября 2007 года.
Фильм представлял Россию в основном конкурсе 60-го Каннского кинофестиваля, по итогам которого Константин Лавроненко получил приз за лучшую мужскую роль. Кроме того, фильм получил приз Федерации российских киноклубов на Московском кинофестивале 2007 года, а операторская работа Михаила Кричмана была удостоена номинации на премию European Film Awards.

## Сюжет
Семья с двумя детьми — старшим сыном 10 лет (Кир — Максим Шибаев) и дочерью 6-7 лет (Ева — Катя Кулькина) — приезжает отдохнуть на малую родину отца в деревню.
Ничто не предвещает необычного. Но вечером после ужина, когда дети легли спать и взрослые остались одни, мать (Вера — Мария Бонневи) сообщает мужу (Александр — Константин Лавроненко): «Я жду ребёнка. Он не твой». Напряжение, возникшее в семье, мучительное состояние Александра, сомнения и боль супругов переданы минимальными изобразительными средствами.
Особым главным героем фильма можно считать брата Марка (Александр Балуев). Он как бы является отражением тёмной стороны характера Александра. И хотя на экране это разные герои, весь фильм не покидает ощущение, что Александр советуется и прибегает к помощи самого себя, своей скрытой, тёмной половины души, которая есть у каждого человека. Подчёркивая это, Звягинцев одел Александра в белую рубашку, Марк же всегда в чёрной куртке.
Мучительное состояние Александра подогревается тем, что сын рассказывает отцу о том, что его лучший друг и партнёр по бизнесу Роберт (Дмитрий Ульянов) «посещал маму», пока отец был в долгой командировке, а его с сестрой не было дома. В один день Александр потерял почти всё — жену, семью, друга, бизнес.
Ключевым является момент фильма, когда он спрашивает совета у Марка: «Что делать с Верой? Убить? Прогнать? Простить?..». Ответ поражает своей простотой.
Марк отвечает: «Что бы ты ни сделал — все будет правильно. Хочешь убить — убей. И это будет правильно. Хочешь прогнать — прогони. И это тоже будет правильно. Хочешь простить — прости. И это тоже будет правильно».
Мучительный выбор за Александром — он мужчина, он глава семьи, он обязан сделать этот выбор, и он его делает.
Александр и Вера отправляют детей в соседнюю деревню к друзьям. По просьбе Александра Марк привозит двух подпольных акушеров, и при непротивлении Веры делается аборт. Однако что-то проходит не так, и Вера умирает. В день похорон от сердечного приступа умирает и Марк (тёмная сторона Александра).
Потеряв жену, брата, семью, Александр решает, что пора отомстить человеку, который повинен во всём, — Роберту. Пистолет, появившийся в начале фильма, который должен был несколько раз, по Станиславскому, выстрелить, но до этого момента не выстрелил, наконец просто обязан довершить праведный гнев.
Развязка фильма наступает не менее тяжело и мучительно. От Роберта Александр узнает, что Вера на самом деле носила его, Александра, ребёнка, но разлад в семье, отчуждённость супругов, проживших 12 лет в браке, стала невыносима для неё. Вера пыталась покончить с собой, но оказавшийся рядом Роберт не позволил ей сделать это. Именно последствия этого и увидел сын Веры и Александра Кир за некоторое время до этих событий.
Также выясняется, что вероятной причиной смерти Веры была не неудачно проведённая операция, а то, что она сама выпила смертельную дозу таблеток сильнодействующего снотворного.
Вера говорила, что мы все дети не только своих родителей. Это она и не могла объяснить мужу, а фразу «он не твой» муж понял в «земном» смысле. Тогда ещё Александр спросил, любит ли она «его» (то есть мнимого соперника), на что Вера ничего не ответила, ведь муж не понял, что она говорит о Боге. Ярким намёком является мозаика «благовещение», которую собирают дети.
Фильм заканчивается тем, что Вера, которая хотела уйти, ушла. Марк как тёмная часть души Александра исчезает. Пистолет не стреляет. Александр забирает детей домой.

## В ролях
| Актёр                 | Роль                           |
| --------------------- | ------------------------------ |
| Константин Лавроненко | Александр                      |
| Мария Бонневи         | Вера (озвучивает Елена Лядова) |
| Александр Балуев      | Марк (брат Александра)         |
| Дмитрий Ульянов       | Роберт                         |
| Виталий Кищенко       | Герман                         |
| Максим Шибаев         | Кир (сын Александра и Веры)    |
| Катя Кулькина         | Ева (дочь Александра и Веры)   |
| Анатолий Горгуль      | Георгий                        |
| Алексей Вертков       | Макс                           |
| Игорь Сергеев         | Виктор                         |
| Ирина Гонто           | Лиза                           |
| Светлана Кашелкина    | Фаина                          |
| Ярослава Николаева    | Фрида                          |
| Элизабет Данцингер    | Флора                          |

## Восприятие
Фильм вызвал неоднозначную реакцию критиков. Обозреватель газеты «Взгляд» Игорь Манцов охарактеризовал «Изгнание» как «прорыв, героическую попытку объять необъятное, утвердив вдобавок новый художественный язык», но при этом отметил, что «фильм, скорее, не удался». Кинокритик Андрей Плахов (газета «Коммерсантъ») подчеркнул, что Звягинцев и Кричман обладают способностью переносить на экран «природные сцены так, что возникает мифологический микрокосмос, в котором оказываются допустимы рискованные обобщения и символы». Вместе с тем, по словам Плахова, «литературное качество диалогов оставляет желать лучшего, драматургия провисает из-за чрезмерного метража, и только невероятные усилия актёров и режиссёра спасают положение».
По мнению рецензента Василия Корецкого (журнал «Time Out Москва»), по мере развития фильма история Веры становится «всё более абсурдной и душераздирающей». Отметив, что кадр в творении Звягинцева «зачищен до блеска», Корецкий скептически отозвался о главном посыле картины: «Мораль из этого вылезает совсем не библейская: нет, не дано мужчинам понять женщину, тем более что в голове её — опилки. Каких-нибудь лет двести назад это было бы интереснейшей темой для разговора».